# Шрёффер, Йозеф
Йозеф Шрёффер (нем. Joseph Schröffer; 20 февраля 1903, Ингольштадт, королевство Бавария, Германская империя — 7 сентября 1983, Нюрнберг, Бавария, Германия) — немецкий куриальный кардинал. Епископ Айхштета с 23 июля 1948 по 2 января 1968. Титулярный архиепископ Вольтурно со 2 января 1968 по 20 мая 1976. Секретарь Священной Конгрегации католического образования с 17 мая 1967 по 20 мая 1976. Кардинал-дьякон с титулярной диаконией Святого Саба с 20 мая 1976.